# Harley-Davidson Tri Glide Ultra Classic
La Harley-Davidson Tri Glide Ultra Classic est une moto à trois roues (trike) fabriquée par Harley-Davidson et introduite en 2009. Sa désignation modèle est FLHTCUTG.

## Historique
La Tri Glide Ultra Classic est la première moto à trois roues produite par Harley-Davidson depuis la Servi-Car fabriquée de 1932 à 1973.
La Tri Glide est basée sur la Harley-Davidson Electra Glide Ultra Classic, une moto classique de balade. En 2008, Harley-Davidson conclut un accord au moment de la faillite de Lehman Trikes situé à Spearfish, Dakota du Sud, qui s'engageait à fournir les pièces et les « services de conversion », l'assemblage final des Tri Glide fut achevé dans les installations de Lehman. Le propriétaire de l'entreprise, John Lehman, est décédé en janvier 2012 et les Tri Glide sont maintenant assemblés à l'usine Harley-Davidson de York, en Pennsylvanie. Peu de temps après le lancement, une Tri Glide a ouvert la voie lors du défilé de l'investiture de Barack Obama le 20 janvier 2009.
Harley-Davidson proposa brièvement un deuxième trike, la Street Glide Trike, avec moins de fonctionnalités standard, à partir de l'année modèle 2010. La Street Glide Trike n'est plus fabriquée.
Harley-Davidson a commercialisé un nouveau modèle de trike en 2015, la Freewheeler.

## Marché cible
En raison de sa stabilité, le Tri Glide, comme d'autres motos à trois roues, est orienté vers des motards qui ont des problèmes de santé en raison de leur âge ou de blessures, et pour les épouses des motards. Les motos à trois roues constituent une « niche » dans le marché de la moto classique.

## Caractéristiques
La Tri Glide est motorisée par un V-twin Milwaukee-Eight à soupapes en tête produisant 137 N m de couple et 70 ch à la roue arrière. Elle est dotée d'une transmission six vitesses. La marche arrière électrique, disponible en option lors de la commercialisation de la Tri Glide, est devenue une caractéristique standard. Le régulateur de vitesse électronique est livré en standard. Le moteur était refroidi par air jusqu'en 2014, date à partir de laquelle les culasses furent à refroidissement liquide.